# 下東城

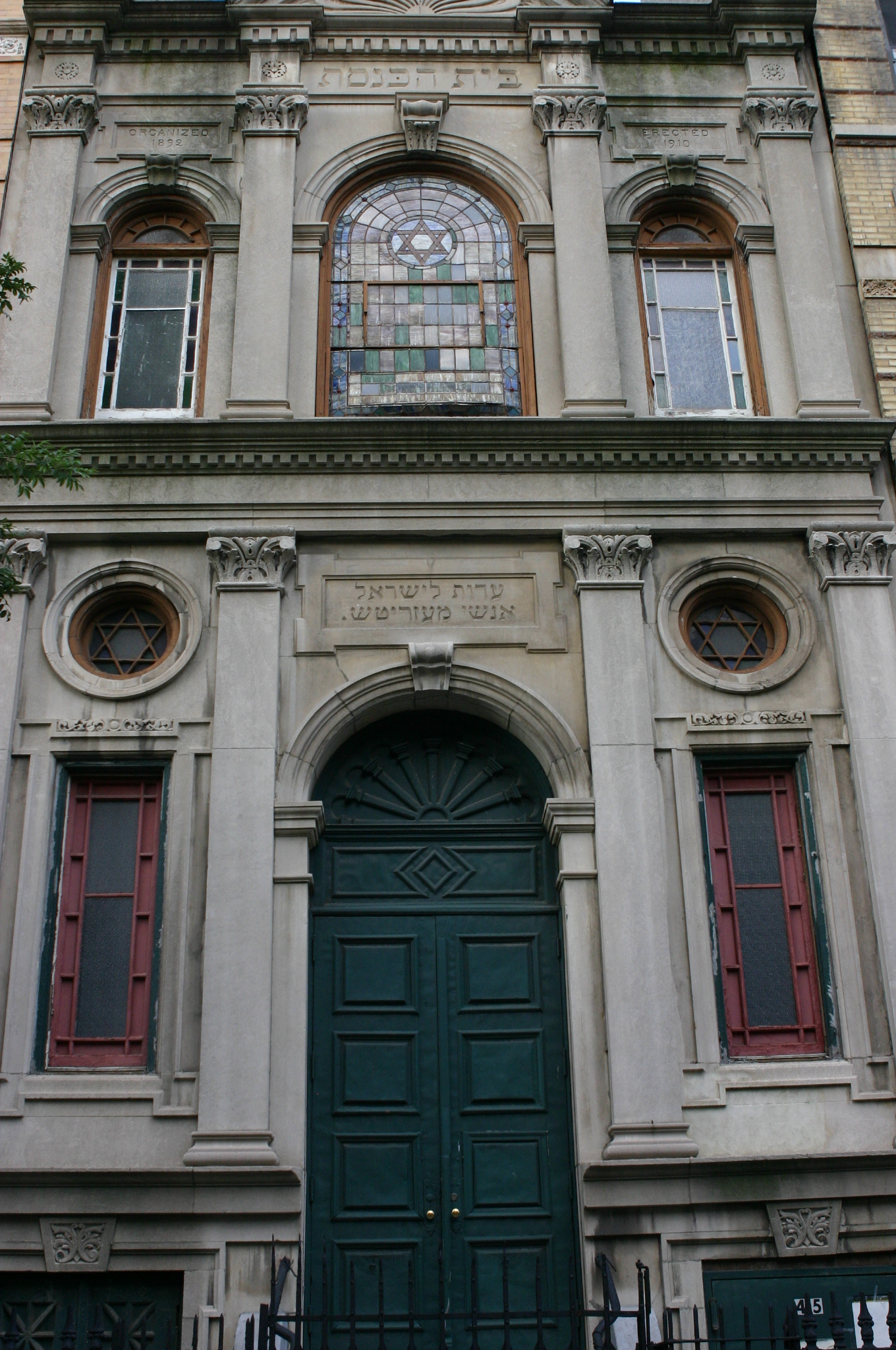
緬濟熱茨猶太會堂正面

下東城（簡稱），另譯下東區，是美國紐約市曼哈頓東南部的一片街區，其大致範圍從東到西涵蓋埃塞克斯街、艾倫街和埃爾德里奇街，由南至北包括東百老匯大街、運河街、格蘭街和東豪斯頓街。街區南側為曼哈頓華埠，西側為諾麗塔，北側為東村。
下東區原本是一片移民、工人階級街區，但於2005年前後經歷快速仕紳化，以至於美國國家歷史保護信託基金會於2008年將這片街區列入美國最瀕危地點名錄。現在街區内不僅有高檔精品店，還有衆多沿克林頓街（Clinton Street）分佈的高檔時尚餐飲場所。

## 边界
下东区的大致边界北至东14街，东临东河，南至富尔顿街和富兰克林街，西至珍珠街和百老汇大道。这个更广义的社区定义包括了唐人街、东村和小意大利。而一个更狭义的定义则认为，该社区的南边和西边与唐人街接壤（唐人街大致向北延伸至格兰街），西边与北部小意大利接壤，北边与东村接壤。

## 历史

### 前殖民地时期
如今被称为曼哈顿下东区的区域，最初由莱纳佩人居住。他们以部落群体的形式生活，并根据季节进行迁徙：夏季在河边捕鱼，秋冬两季则移居内陆进行狩猎和采集。

### 早期定居点
在荷兰殖民时期，曼哈顿下东区的前身主要是荷兰人的农场（bouwerij）以及周边由自由或半自由非洲人组成的飞地，这些非洲人是最早的定居者之一，其社区也起到了与美洲原住民之间的缓冲作用。到了17世纪，这些零散的土地逐渐合并，该地区大部分归于德兰西家族的农场。在美国独立战争前，农场主詹姆斯·德兰西（James De Lancey）为应对城市发展压力，开始规划街道，并设想了一个宏大的德兰西广场。然而，由于德兰西家族在美国独立战争中是效忠派，其财产战后被没收，原有的贵族式广场规划被城市管理者废除，代之以更为规整的网格街道系统，彻底改变了该区域的发展蓝图。

### 移民
在19世纪末至20世纪初，下东区是移民的主要目的地，先后迎来了德国、意大利、东欧犹太人及其他多国移民，形成了各自的民族聚居区。

## 外部連結
- 下東區合夥關係的主頁（英文）
- 《紐約》上的《一場下東區猶太之旅（页面存档备份，存于）》（英文）
- 《下東區上的時與空（页面存档备份，存于）》：1980 + 2010 影像（英文）